# Michel Meyer (Maler)

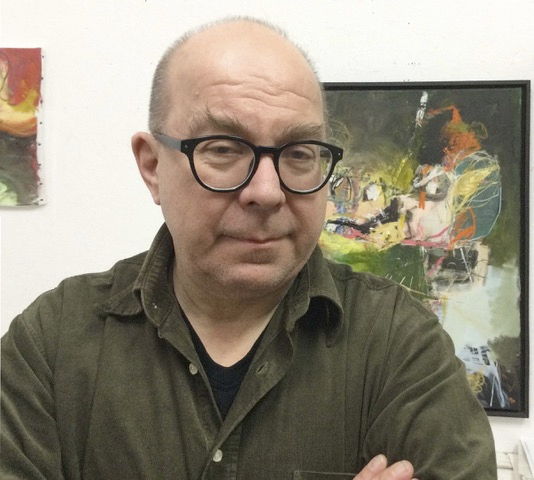
Michel Meyer (2022)

Michel Meyer (* 20. Juli 1956 in Stuttgart) ist ein deutscher bildender Künstler, Maler, Zeichner, Collagekünstler und Illustrator. Eine Zeit lang war er auch Musiker.

## Leben
Nach dem Abitur 1975 begann Michel Meyer zunächst ein Studium der Kunstgeschichte an der Ruprecht-Karls-Universität Heidelberg. Nach dem Abbruch des Studiums beschäftigte er sich mit verschiedenen künstlerischen Techniken, arbeitete einige Monate in einer Fabrik und gründete 1977 als Gitarrist mit Freunden die Folk-Jazz Band Emma Myldenberger (bis 1981) und nach deren Auflösung das Radio Noisz Ensemble (bis 1986). In dieser Zeit fanden Konzerte, Tourneen und Schallplattenaufnahmen statt.
Von 1978 bis 1982 studierte er Kommunikationsdesign und Illustration an der Fachhochschule für Gestaltung in Darmstadt, u. a. bei Prof. Günter Hugo Magnus (Illustration) und Friedrich Friedl (Typografie). Sein Diplom bekam er 1982. Nach dem Zivildienst (bis März 1984) und nach einer kurzen Episode als Art Director in einer Frankfurter Werbeagentur machte er sich 1985 selbstständig. Zusammen mit seiner Frau, der Künstlerin und Gestalterin Anne Sommer-Meyer, betrieb er einige Jahre lang ein Büro für Kommunikationsdesign und arbeitete auch als Illustrator für Verlage, Zeitschriften und Magazine, u. a. für Psychologie Heute, SPIEGEL Special, Brigitte, Freundin u. v. a. m. Die Tätigkeiten als Designer und Illustratoren gaben die beiden nach 2004 weitgehend auf.
Mit dem Beginn seines Studiums, 1978, trat er auch regelmäßig als freischaffender Künstler in der Öffentlichkeit auf mit Ausstellungen seiner Malerei, Collagen und Zeichnungen. Mit Beginn der 2000er-Jahre entstanden, meist in Phasen, auch Plastiken aus gefundenen Hölzern und anderen Materialien sowie Assemblagen. 2019 richtete ihm das Museum Alte Universität in Eppingen unter dem Titel Material wegschaffen! eine Ausstellung aus, in der ausschließlich Collagen, Assemblagen und Plastiken gezeigt wurden, darunter auch einige sehr frühe Arbeiten aus den 1970er Jahren.
Seit 1994 gab es auch immer wieder gemeinsame Projekte und Ausstellungen mit Anne Sommer-Meyer. Beide sind auch gelegentlich als Kuratoren und Ausstellungsmacher aktiv.
2012 erhielt Michel Meyer den vom Kollegen Peter Weydemann in Laubbach ausgelobten 3. Preis der Zeichnung.

## Werk
Die Werke des Malers und Zeichners Michel Meyer sind eine Gratwanderung zwischen Figur und Abstraktion, seine prägnanten Figuren und Köpfe erlauben symbolhaft einen Blick hinter die Kulissen der menschlichen Psyche. „Seine Malerei eröffnet uns eine Nebenwelt, die nur eine Handbreit neben der unseren existiert und manches Mal unmerklich Überlappungszonen ausbildet. Mal karikaturhaft verzogen, dann wieder mit wunderbar leiser Poesie kommt sie daher und ist oft von lapidarer Prägnanz, die den Nagel auf den Kopf trifft“, sagt Martin Stather, der ehemalige künstlerische Leiter des Mannheimer Kunstvereins.
Zuerst brachte die Kunsthistorikerin Ursula M. Mildner, die damalige Direktorin des Museums der Stadt Ratingen, das Werk Michel Meyers mit der Romantik in Verbindung und wies damit auch auf die Collagen hin, die durch Zusammensetzen von Teilen zu einem neuen Ganzen entstehen. Und darauf, dass hinter der oft farbenfrohen Fassade auch die dunkle Seite der Romantik verborgen liegt. Der Psychologe Heiko Ernst brachte dies später auf den Punkt: „Die Techniken, Kunstgriffe und Sujets des romantischen Repertoires sind bekannt. Romantisch inspirierte Künstler lieben das Spiel mit Spuren, Fragmenten, Andeutungen. Sie arbeiten mit dem Natur- und Traumhaften, mit den Primärprozessen und Tiefenschichten der Seele, aber auch mit ironischen Brechungen, mit Magie, Mystik, Sehnsucht und Verzauberung.“
In seinen Anfangsjahren beschäftigte Michel Meyer sich viel mit der Collage, unter anderem auch mit collagierten transparenten Materialien. Aber erst Mitte der 2000er Jahre entstanden neben den Gemälden teils auch großformatige Collagen auf Leinwand, in denen der Künstler sich nicht nur auf das reine Zusammensetzen von Papierfragmenten beschränkt, sondern das Spektrum der Collage um malerische und auch zeichnerische Interventionen erweitert. Das setzt sich bis heute fort, z. B. in Serien, wie Pulverland (2021) und Suada (2022).
1999 verfasste Michel Meyer auf Bitten eines Galeristen erstmalig ein Statement zu seiner Kunst: „Meine Malerei ist nicht nur ein Spiel mit Farben, Stiften und Material zur Erlangung von Köpfen, Figuren und deren Fragmenten und Beziehungen. Auch ein Spiel mit Zuständen und Befindungen. Ein Spiel im Ernst. Eine Reaktion auf das Erhabene und Archaische, auf die Symbole von Furcht und Unwissenheit. Ein Einordnen des Grotesken, Vergänglichen und Psychischen. Ein Gespräch, das nicht geführt wird. Durch den andauernden Prozeß der Malerei verschwinden alle im Bild entsorgten Gedanken und transformieren sich raupenhaft in Schönes oder Humorvolles. In Geschichten mit offenem Ausgang. Ich lese diese Geschichten gerne.“
Michel Meyer entwickelte auch immer wieder offene oder geschlossene Serien von verbundenen Werken, z. B. Synoptischer Bericht (1998/99), The Waste Land (1994), Kreuzgang (1995/96), Plankton (2004 – heute), Pulverland (2018–2022), Suada (2018/2022) und Lärmende Nachbarn (2012 – heute).

## Einzelausstellungen (Auswahl)
- 2024  Galerie Michael W. Schmalfuß, Berlin (mit Hans Scheib)
- 2022	Wetzlarer Kunstverein, Wetzlar
- 2020	Galerie P13, Heidelberg (mit Stefanie Abben)
- 2019	Kunstraum Vincke-Liepmann, Heidelberg
- 2019  Museum Alte Universität, Eppingen
- 2017	Kunsthaus am Schüberg, Ammersbek
- 2017	Kunstverein Oerlinghausen
- 2016	Galerie Zulauf, Freinsheim (mit Hans Scheib)
- 2016	Galerie Ines Schulz, Dresden (mit Hans Scheib)
- 2015	Kunstverein Unna
- 2015	De Freo Gallery, Berlin
- 2015	Bill Lowe Gallery, Atlanta, USA (mit James Havard)
- 2015	Kunstverein Hockenheim (mit Hans Scheib)
- 2014	Museum für Aktuelle Kunst – Sammlung Hurrle, Durbach
- 2014	Museum der Stadt Weinheim
- 2014	Galerie Zulauf, Freinsheim
- 2013	Galerie Mainzer Kunst, Mainz
- 2013	Kunstverein Hohenaschau, Aschau im Chiemgau
- 2012	Kunstverein Siegen
- 2012	Kunsthaus Fischer/Galerie Markus Kraushaar, Stuttgart
- 2011	Städtische Galerie im Eichenmüllerhaus, Lemgo
- 2009	Kunsthaus Nürnberg
- 2009	Städtische Galerie Weil am Rhein
- 2009	Stadtmuseum Beckum
- 2008	Städtische Galerie Wendlingen (mit Anne Sommer-Meyer)
- 2007	Kunstverein Ebersberg
- 2006 	Galerie Lewerentz, Kamen
- 2006	Beaugrand Kulturkonzepte, Bielefeld
- 2005	Galleri Tonne, Oslo, Norwegen (mit Anne Sommer-Meyer)
- 2005	Kunstverein Hamm
- 2004	Mannheimer Kunstverein
- 2004	Galerie Epikur, Wuppertal
- 2003	Museum der Stadt Ratingen
- 2001	Galerie Helmut Leger, München
- 2000	Galerie Berlin, Berlin
- 1999	Galerie Markus Nohn, Trier
- 1999	Galerie Incontro, Eitorf (mit Anne Sommer-Meyer)
- 1998	Kunstverein Kronach
- 1997	Galerie Wild, Frankfurt am Main
- 1994	Galerie Neuropa, Heidelberg
- 1994	Galerie im Turm, Berlin
- 1993	Galerie Pendenz, Winterthur, Schweiz
- 1991	Galerie Eva Tent, Koblenz
- 1989	Galerie Clara Moos, Mannheim

## Ausstellungsbeteiligungen (Auswahl)
- 2022  DA! Art-Award, nominierte Künstler, Stadtmuseum Düsseldorf
- 2022  Todo y Nada, Vayo Collage Gallery, Rochester, NY, USA
- 2022  Post It – A World Collage Day Exhibition on Post-Its, De Krook, Gent, Belgien
- 2020	Wir sind so frei, Galerie Ines Schulz, Dresden
- 2020	Das kleine Format, Galerie P13, Heidelberg
- 2020	Coronale, Mannheimer Kunstverein, Mannheim
- 2020	Back to Future, Kunstverein Ladenburg
- 2019	Große Kunstausstellung Bayreuth/Kunstverein Bayreuth
- 2018	showtime! 2.0, Temporäre Kunsthalle Weinheim
- 2017	Begegnungen, Galerie Ines Schulz, Dresden
- 2017	Kunstpreis Eisenturm Mainz, Ausstellung der nominierten Künstler
- 2016	Heimat – Identifikation im Wandel, Künstlerverein Walkmühle, Wiesbaden
- 2014	Figurenwelten, Stadtgalerie Markdorf (mit Alexandra Huber + Albrecht Genin)
- 2014	Deltabeben. Regionale 2014,  Kunstverein und Wilhelm-Hack-Museum, Ludwigshafen
- 2014	Sommersalon, Galerie Kristine Hamann, Wismar
- 2014	Künstler der Galerie, De Freo Gallery, Florenz, Italien
- 2014	Im Anfang war das Spiel, Künstlerverein Walkmühle, Wiesbaden
- 2012	25 Jahre Galerie Zulauf – Künstler der Galerie
- 2012	Deltabeben. Regionale 2012, Mannheimer Kunstverein
- 2012	Künstler der Galerie, DeFreo Gallery, Göteborg, Schweden
- 2012	Preis der Zeichnung, Preisträgerausstellung, Galerie und Atelier Laubbach
- 2011	tierisch – Große Kunstausstellung, Haus der Kunst, München
- 2009	Künstler der Galerie, Bill Lowe Gallery, Atlanta/GA, USA
- 2009	showtime! – Temporäre Kunsthalle Weinheim
- 2009	Show me yours, Galeria Miejska BWA, Bydgoszcz, Polen
- 2008	35 Jahre Galerie Hell, Galerie Hell, München
- 2007	Galleri Tonne (mit Anne Sommer-Meyer, Arvid Boecker, Thomas Kohl, und Jürgen Hofmann)
- 2007	Wilhelm-Morgener-Preis, Wilhelm-Morgner-Haus, Soest, Ausstellung der 10 nominierten Künstler
- 2006 	Paperworks II, Galleri Tonne, Oslo, Norwegen
- 2005 	4 tyske malerier, Galleri Tonne, Oslo (mit Arvid Boecker, Jürgen Hofmann und Thomas Kohl)
- 2001	Laurentiuskapelle, Walldorf (Ausstellung zum Kunstpreis der Stadt Walldorf und der SAP)
- 1999	La Chapelle du Grand Couvent, Cavaillon, Frankreich
- 1999	Galerie im Kloster, Magdeburg
- 1996	Große Kunstausstellung NRW, Düsseldorf, Museum Kunstpalast, Düsseldorf
- 1995	Cave Industriam, Museum für Technik und Arbeit, Mannheim
- 1994	Künstlerpaare, Kunstmuseum Jena  (Gemeinschaftsarbeit mit Anne Sommer-Meyer)
- 1993	Darmstädter Sezession, Kunsthalle Darmstadt
- 1992	Palazzo Tozzoni, Imola, Italien
- 1991	Arthur Rimbaud – l’autre visage, Musée Rimbaud, Charleville-Mezières, Frankreich; Esch-sur-Alzette und Arlon, beide Luxemburg & La Louvrière, Belgien

## Werke in Sammlungen
- Landesbank Rheinland-Pfalz, Mainz
- Regierungspräsidium Karlsruhe
- Städtische Galerie Karlsruhe
- Rittershaus Rechtsanwälte, Mannheim
- Sammlung Rüdiger Hurrle, Durbach
- Museum Weinheim
- Volksbank Kurpfalz eG
- Sammlung der Stadt Weinheim
- Sammlung der Stadt Weil am Rhein
- Sammlung der Stadt Wertingen
- Stadtwerke Hockenheim
- Sammlung der Stadt Donaueschingen
- BG-Klinik, Ludwigshafen

## Veröffentlichungen
- Jam Town, Katalog, Hrsg. Museum für Aktuelle Kunst, Durbach, Museum Weinheim, Galerie Zulauf, Freinsheim und Kunstverein Unna, Kerber Verlag 2014, ISBN 978-3-86678-930-2
- Kling Klang, Galeriekatalog, Hrsg. Kunsthaus Fischer/Galerie Markus Kraushaar, Stuttgart 2012
- Das Studium der Romantik, Katalog, Hrsg. Kunsthaus Nürnberg, Stadtmuseum Beckum und andere, Verlag Kettler, Bönen 2009, ISBN 978-3-941100-62-6
- Oase, Malerei, Broschüre, Hrsg. Kunstverein Essenheim, Edition Rothes Haus, Schwetzingen 2008, ISBN 978-3-933495-34-1
- Als die dionysischen Feierlichkeiten einmal zu entgleisen drohten ..., Katalog, Hrsg. Kunstverein Ebersberg, Edition Rothes Haus, Schwetzingen 2007, ISBN 978-3-933495-31-0
- Der Ahnungslose als Fallensteller, Katalog, Hrsg. Mannheimer Kunstverein, Edition Rothes Haus, Schwetzingen 2004, ISBN 3-933495-18-0
- Michel Meyer_Bilder_99_03, Katalog, Hrsg. Museum der Stadt Ratingen und Galerie Leger, München 2003, ISBN 3-926538-50-3
- Der Ahnungslose als Fallensteller – Neue Arbeiten, Broschüre, Hrsg. MD-Verlag, Berlin 2000
- Michel Meyer – Neue Arbeiten, Ausstellungskatalog, Hrsg. Galerie Markus Nohn, Trier und Galerie Epikur, Wuppertal 1999
- Nachrichten aus der Heimat, Broschüre zur Ausstellung in der Galerie Aufzeit Berlin, Berlin 1997
- Dokumente eines letzten Traums, Broschüre, Galerie Ottermann, Willich 1992
- The Waste Land, Leporello zur Ausstellung in der Galerie im Turm, Berlin 1994
- Michel Meyer – Neue Arbeiten 1989–91, Ausstellungskatalog, mmadart, Weinheim 1991

## Sammlungskataloge
- Heimat – Identifikation im Wandel, Katalog, Verlag Walkmühle, Wiesbaden, 2016, ISBN 978-3-946634-15-7
- Deltabeben Regionale 2014, Katalog zur Ausstellung, Hrsg. Wilhelm-Hack-Museum und Kunstverein Ludwigshafen, 2014, ISBN 978-3-944295-08-4
- Im Anfang ist das Spiel, Katalog zur Ausstellung, Hrsg. Künstlerverein Walkmühle, Wiesbaden 2014
- Deltabeben Regionale 2012, Katalog zur Ausstellung, Hrsg. Kunsthalle Mannheim, Mannheimer Kunstverein, Stadtgalerie Mannheim, 2012, ISBN 978-3-89165-223-7
- Tierisch, Große Kunstausstellung im Haus der Kunst, Katalog, Verlag Münchener Secession, München, 2011, ISBN 978-3-943106-02-2
- Altwerden ist nichts für Waschlappen, Katalogbuch, Hrsg. Andreas Beaugrand, Reihe Beaugrand Kulturkonzepte Bielefeld bei Hans Gieselmann Verlag für Druckgrafik, Bielefeld, 2010, ISBN 978-3-923830-73-2
- Show me yours, Katalog zur Ausstellung, Hrsg. Galeria Miejska BWA, Bydgoszcz, Polen, und Mannheimer Kunstverein, 2009, ISBN 978-83-61675-04-4
- Bau Kasten Trier – Künstler sehen ihre Stadt, Katalog, Hrsg. G.B. Kunst, Trier, 2001, ISBN 3-9807774-0-5
- Katalog zur Großen Kunstausstellung NRW, Düsseldorf, 1996, ISSN 0931-0908
- Künstlerpaare, Botho-Graef-Kunstpreis der Stadt Jena, Hrsg. Städtische Museen Jena, 1994, ISBN 3-930128-19-5
- Arthur Rimbaud Calender Agenda, Kalender-/Katalogbuch, edition aragon, Moers, 1990, ISBN 3-924690-49-9

## Diskographie
- Emma Myldenberger: Emma Myldenberger (LP 1978, CD 2006)
- Emma Myldenberger: Tour de Trance (LP 1979, CD 2006)
- Emma Myldenberger: Emmaz live (MC 1981, CD 2007)
- Radio Noisz Ensemble: Yniverze (LP 1982, CD 2009)
- Radio Noisz Ensemble: Odiszée Parck (MC 1983, CD 2010)